# Stele Giustiniani

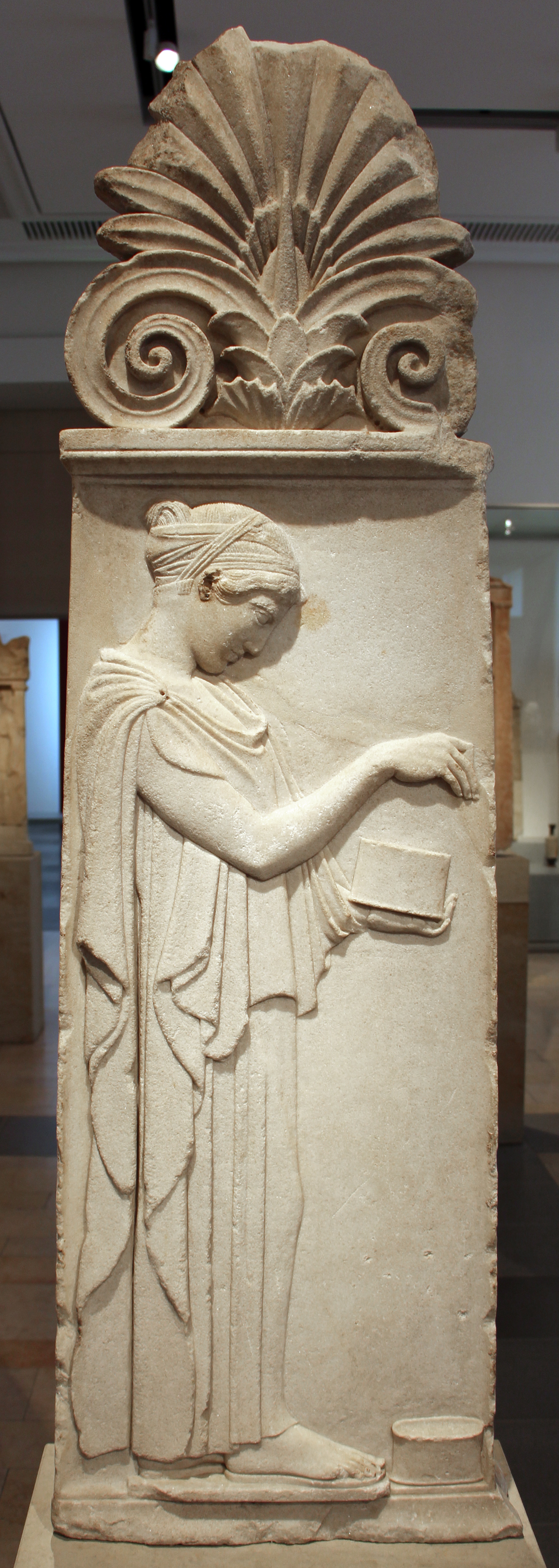
Die Stele Giustiniani in der heutigen Aufstellung im Alten Museum

Die sogenannte Stele Giustiniani, auch Giustiniani-Stele, ist eine antike griechische Grabstele, auf der in Relief ein junges Mädchen abgebildet ist. Die Marmorstele wurde um 460 v. Chr. vermutlich auf der griechischen Insel Paros gefertigt und befindet sich heute in der Antikensammlung Berlin in der Aufstellung im Alten Museum. Wegen ihrer guten Erhaltung und hohen künstlerischen Qualität zählt sie zu den wichtigsten Werken der Berliner Antikensammlung.

## Herkunft
Die Stele Giustiniani wurde nach ihren Vorbesitzern, der venezianischen Familie Giustiniani benannt. Ein Großteil der Stücke der Sammlungs wurde in Griechenland erworben. Teile der Sammlung und damit auch die 1,43 Meter hohe Stele kamen 1897 nach Berlin in die Antikensammlung. 
Der Fundort der Stele ist unbekannt. Wahrscheinlich wurde sie auf Paros hergestellt. Für diese Vermutung spricht das Material. Denn der grauweiße, großkristalline Marmor wird von den Archäologen als typisch für die Kykladeninsel Paros angesehen.

## Form und Darstellung
Die flache Stele hat eine hochrechteckige Form. Sie verjüngt sich leicht von unten nach oben und verändert ihre Breite von 46 cm zu 40 cm. Bekrönt wird das Werk von einer großen Volutenpalmette. Diese Form ist seit dem späten 6. Jahrhundert v. Chr. für griechische Grabstelen üblich. Obwohl das Relief nicht sehr tief gearbeitet ist, suggerieren die schweren Falten des Gewandes eine größere räumliche Tiefe.
Dargestellt ist ein Mädchen im Profil mit gesenktem Kopf. Ihr Blick richtet sich auf eine Büchse, einer Pyxis, in ihrer linken Hand. Zwischen Daumen und Zeigefinger der rechten erhobenen Hand hält sie etwas, wahrscheinlich Weihrauchkörner. Denn der auf dem Boden liegende zylindrische Deckel, der über die Büchse gestülpt werden konnte, spricht für einen flüchtigen Duftstoff als Inhalt, den das Mädchen opfernd in Richtung des Deckels fallen lässt. Bekleidet ist sie mit einem ungegürteten Peplos. Die Bewegung des Körpers zeichnet sich nur wenig unter dem schweren Wollstoff ab. Der Peplos ist seitlich offen und zeigt einen bis an die Hüften herunterfallenden Überschlag. Der offene Peplos ist in der griechischen Bildkunst typisch für unverheiratete Mädchen (Parthenos). Dafür spricht auch die Frisur, bei der die Haare mit einem mehrfach um den Kopf gewickelten Band hoch gebunden werden. Das Gewand wurde auf der Schulter mit einer Nadel zusammen gehalten. Ein Bohrloch an der Stelle zeigt, dass hier eine Gewandnadel aus Metall befestigt war. Ebenso war auch am Ohrläppchen Metallschmuck eingesetzt. An den Füßen trägt sie Sandalen, von denen nur die Sohlen sichtbar sind. Wahrscheinlich war die Schnürung mit Farbe aufgemalt.
Verstorbene Mädchen wie das dargestellte, das der Kindheit schon entwachsen, aber noch nicht verheiratet war, wurden besonders stark betrauert, wie aus Inschriften und Epigrammen überliefert ist. Somit kann man die Schönheit der Dargestellten auch sinnbildlich für das gerade erblühte, aber auch wieder früh beendete Leben verstehen.

## Datierung
Die Art, wie der Peplos gestaltet ist, entspricht der Darstellung auf den Metopen des Zeustempels von Olympia, der außerstilistisch um 460 v. Chr. datiert werden kann. In diese Zeit weist auch das Standmotiv mit dem leicht vorgestellten, entlasteten linken Bein. Die Gestaltung der Volutenpalmette passt ebenfalls in die Zeit um die Mitte des 5. Jhs. v. Chr. Damit gehört die Grabstele dem Strengen Stil der klassischen griechischen Kunst an, der großen Wert auf die Ponderation (Körperbewegung, Spiel- und Standbein) legte. Die sinnierende Neigung des Kopfes ist charakteristisch für die Bildkunst der griechischen Klassik und gilt als Bildformel für innere Bewegung.